# ميرلين أوتي
مارلين جويس أوتي (بالإنجليزية: Merlene Joyce Ottey) هي عداءة جمايكية المولد والأصل وسلوفينية الجنسية ولدت في يوم 10 مايو 1960 في كولد سبرنغ في جمايكا، إختصت بسباقات المسافات القصيرة، وأبرز إنجازاتها هو فوزها بالميدالية الفضية في سباقي 100 و200 متر في دورة الألعاب الأولمبية الصيفية 1996 في أتلانتا في الولايات المتحدة، كما فازت بالميدالية البرونزية في سباق 4×100 متر تتابع مع الفريق الجمايكي بنفس الدورة، كما سباق لها الفوز بعدة ميداليات برونزية في سباق 200 متر في دورة الألعاب الأولمبية الصيفية 1980 في موسكو وفي سباقي 100 و200 متر في الألعاب الأولمبية الصيفية 1984 في لوس أنجلوس ودورة الألعاب الأولمبية الصيفية 1992 في برشلونة، وعلى صعيد بطولات العالم تمكنت من تحقيق الميدالية الذهبية في سباق 200 متر في بطولة العالم لألعاب القوى 1993 في شتوتغارت في ألمانيا وفازت بميدالية ذهبية أخرى بنفس السباق في بطولة العالم لألعاب القوى 1995 في غوتنبرغ وفازت بميدالية ذهبية أخرى في سباق 4×100 متر تتابع مع الفريق الجمايكي في بطولة العالم لألعاب القوى 1991 في طوكيو في اليابان، كما فازت بالميدالية الفضية في سباق 200 متر في بطولة العالم لألعاب القوى 1983 في هلسنكي وسباق 100 متر في بطولة العالم لألعاب القوى 1993 في شتوتغارت وفي سباقي 100 و200 متر في بطولة العالم لألعاب القوى 1987 في روما وفي سباقي 100 و200 في بطولة العالم لألعاب القوى 1991 في طوكيو، في سنة 1988 هاجرت إلى سلوفينيا لكنها استمرت بتمثيل بلدها جمايكا وفي سنة 2002 نالت الجنسية السلوفينية.

## روابط خارجية
- ميرلين أوتي على موقع الاتحاد الدولي لألعاب القوى (الإنجليزية)
- ميرلين أوتي على موقع الاتحاد الأوروبي لألعاب القوى (الإنجليزية)
- ميرلين أوتي على موقع اللجنة الأولمبية الدولية (الإنجليزية)
- ميرلين أوتي على موقع أوليمبيديا (الإنجليزية)
- ميرلين أوتي على موقع اتحاد ألعاب الكومنولث (مؤرشف) (الإنجليزية)